# Calometra
Genre
Calometra est un genre de comatules de la famille des Calometridae.

## Liste des genres
Selon World Register of Marine Species (9 avril 2015) :
- Calometra callista (AH Clark, 1907) -- Japon (100-200 m de profondeur)
- Calometra discoidea (Carpenter, 1888) -- Timor, Indonésie et Philippines (85-430 m de profondeur)